# 天主教曼戈切教區
天主教曼戈切教區（拉丁語：Dioecesis Mangociensis）是馬拉維一個羅馬天主教教區，屬布蘭太爾總教區。
教區的前身約翰斯敦堡代牧區成立於1969年5月29日，1973年9月17日升為教區並易名至今。
教區包括南部區曼戈切縣、馬欽加縣和巴拉卡縣，2004年有教友217,715人（佔轄區總人口18.0%）、十九個堂區、七十名司鐸。現任教區主教為曼伏特·斯蒂马。